# Getulia fulviplagella
Getulia fulviplagella är en fjärilsart som beskrevs av George Francis Hampson 1901. Getulia fulviplagella ingår i släktet Getulia och familjen mott. Inga underarter finns listade i Catalogue of Life.